# 간암 화학색전술
간암 화학 색전술(Transcatheter Arterial ChemoEmbolization)의 약자로 HCC(HepatoCellular Carconoma)에 혈액을 공급하는 간동맥에 혈관조형용 Catheter를 삽입하고 이를 통해 항암제와 색전물질을 혼합 주입하여 간암조직을 괴사시키는데 치료목적이 있다.